# Michèle Monjauze
 (octobre 2015).
Si vous disposez d'ouvrages ou d'articles de référence ou si vous connaissez des sites web de qualité traitant du thème abordé ici, merci de compléter l'article en donnant les références utiles à sa vérifiabilité et en les liant à la section « Notes et références ».

Michèle Monjauze, née Michelle Milcent le 27 juillet 1931 à Saint-Jean-de-Monts dans le département de Vendée, et morte le 25 avril 2012 à Locoal-Mendon (Morbihan), est une écrivaine française, psychothérapeute et maître de conférences à l'université de Nanterre.

## Biographie
Elle s'oriente vers le suivi de patients alcooliques, animant à l'hôpital de Saint-Germain en Laye un groupe de parole qui leur est destiné. Dans cette perspective, elle constitue une équipe de recherche subventionnée par Le Haut comité d'étude et d'information sur l'alcoolisme (1982-1986) et réalise, avec Marie-Madeleine Jacquet une thèse à deux voix intitulée L'alcoolique, son corps et l'autre. Contribution à l'étiologie de la dépendance à l'alcool. Étude psychopathologique comparative de trois populations d'alcooliques et d'un groupe témoin (1987), éditée ultérieurement sous le titre La Problématique alcoolique (1991).
Elle a des charges de cours à Nanterre à partir de 1982, en dynamique des groupes restreints, en psychodrame, en supervision de stages et dans un séminaire consacré aux techniques projectives. En 1991, Michèle Monjauze devient maître de conférences à Paris-X où elle se consacre à la problématique alcoolique, illustré par une filmographie comparative. Elle prend sa retraite en 2011.
Michèle Monjauze est sociétaire de la Société des gens de lettres de France (2008).

## Publications

### Principaux articles
- 1986, « Fluctuations quantitatives et qualitatives des trios des alcooliques au Test des Trois personnages », Bulletin de psychologie no376, tome 39
- 1987, « Alcoolisme et imaginaire du corps », in Les relations thérapeutiques aujourd'hui, tome I, L'Harmattan
- 1990, « Racines culturelles de la dépendance alcoolique en Irlande à travers l'autobiographie de Kathleen Behan », Études irlandaises, no XV-2 nouvelle série
- 1991, « Les alcooliques au Test des Trois personnages », Bulletin de psychologie no406, tome 45
- 1996, « Les hypothèses psychopathologiques au service de la prise en charge », Psychologues et psychologies, no 129
- Monjauze M. et Jacquet M.M., 1985, « Essai de psychogenèse de l'alcoolisme », La revue de l'alcoolisme, hors série, Éditions Masson
- Monjauze M., Baudinet M., Van Amerongen P. 1988, « Un groupe de parole en évolution », Alcool ou santé, revue de l'ANPA, 187
- Zarka J. et Monjauze M., 2002, « Au cœur de l'incohérence, les alcooliques au Rorschach », Bulletin de psychologie, tome 55, (2)458

### Livres
- 1991, La problématique alcoolique, Dunod, Paris, rééditions 2000, 2008 In Press
- 1999, La Part alcoolique du Soi, Dunod, Paris épuisé
- 2001, Comprendre et accompagnerle patient alcoolique, rééditions In Press, 2008, 2011
- 2009, La vie psychique, In Press Paris
- 2011, Pour une nouvelle clinique de l'alcoolisme, la part alcoolique du Soi, In Press, Paris (Sélectionné par le Choix des libraires)
- Anzieu D. et Monjauze M. 1993, Francis Bacon ou le portrait de l'homme désespécé, Seuil/Archimbaud, Paris, 2004